# فرودگاه تاگبیلاران
فرودگاه تاگبیلاران (به انگلیسی: Tagbilaran Airport) (به زبان بومی: Paliparan ng Tagbilaran) یک فرودگاه همگانی مسافربری با کد یاتا TAG است که یک باند فرود آسفالت دارد و طول باند آن ۱۷۷۹ متر است. این فرودگاه در شهر تاگبیلاران کشور فیلیپین قرار دارد و در ارتفاع ۱۲ متری از سطح دریا واقع شده است.

## شرکت‌های هواپیمایی و مقصدهای پروازی
| شرکت‌های هواپیمایی                      | مقصدهای پروازی                                                                                               |
| -------------------------------------- | --- |
| Air Juan                               | گدفریدو پی راموس، مکتان-کبو                                                                                  |
| سبو پسیفیک                             | نینوی آکوئینو                                                                                                |
| سبو پسیفیک اجرا توسط Cebgo             | لاگویندینگان                                                                                                 |
| فیلیپین ایرلاینز اجرا توسط PAL Express | مکتان-کبو , کلارک (آغاز از ۱۶ دسامبر ۲۰۱۷), نینوی آکوئینو، اینچئون, فرانسیسکو بنگویی (آغاز از ۱ نوامبر ۲۰۱۷) |
| ایراژیا فیلیپینز                       | نینوی آکوئینو                                                                                                |